# وحدة الجرائم الإلكترونية (الشرطة اليونانية)
إدارة الجرائم السيبرانية ( باللغة اليونانية : Διεύθυνση Δίωξης Ηλεκτρονικού Εγκλήματος)من الشرطة اليونانية ، تأسست في عام 1995 باسم وحدة الجرائم الإلكترونية في البداية حتى عام 2004 عندما تم ترقيتها إلى قسم. يقع مقرها في مدينة .

## التاريخ
```
كانت وحدة الجرائم الإلكترونية تصورًا لمديرها السابق ، العميد الذي تدرب عليه 
العميد
 مانوليس سفاكياناكيس
[
1
]
```

بدأت الوحدة عملها مع ضابطين فقط ، ويديرها حاليًا أكثر من 80 من وكلاء إنفاذ القانون والمدنيين المؤهلين من الدرجة الجامعية والدراسات العليا.

## القطاعات
تضم وحدة الجرائم السيبرانية القطاعات التالية:
1. بطاقة ائتمان
2. الاحتيال المالي
3. إساءة للأطفال
4. جريمة منظمة
5. إرهاب إلكتروني

## الخدمات
وقد قامت بحل أكثر من 6000 حالة من حالات الاحتيال  والابتزاز وإساءة معاملة الأطفال ، في حين تم ارتكاب العديد من الحالات التي تم حلها جزئيًا فقط في اليونان.
تدخلت الوحدة في عدد كبير جداً من محاولات الانتحار  أنقذت أكثر من 600 شخص 
بالإضافة إلى ذلك ، تقوم وحدة الجرائم الإلكترونية بتشغيل موقع على شبكة الإنترنت يسمى Cyber - Kid والذي يوفر معلومات مفيدة للأطفال والآباء الذين يستخدمون الإنترنت.
منذ عام 2013 ، نظمت وحدة الجرائم الإلكترونية عددًا من المؤتمرات  في جميع أنحاء اليونان ، لإبلاغ الأطفال والآباء عن مخاطر استخدام الإنترنت. بعد المؤتمر الأول ، أطلق مركز الجرائم الإلكترونية موقعًا للبث المباشر يعرض المؤتمرات في الوقت الفعلي.